# O femeie drept răsplată
O femeie drept răsplată (în engleză Mad Dog and Glory)  este un film din 1993 scris de Richard Price și regizat de John McNaughton. Din distribuție fac parte Robert De Niro în rolul lui Mad Dog, un polițist din Chicago, Uma Thurman — chelnerița Glory — și Bill Murray, șeful lui Glory, care se consideră atât comediant cât și membru al Mafiei. David Caruso are un rol secundar, acela al partenerului lui Mad Dog.
Wayne Dobie (Robert De Niro), poreclit "câinele turbat" (Mad Dog), este un polițist care se ocupă de inventarierea probelor într-un birou foarte retras al Poliției din Chicago. Fioroasa poreclă i-a fost dată de către colegii lui mucaliți, tocmai pentru că Wayne este un tip atât de liniștit și de împăciuitor încât nimeni, niciodată, n-a putut să-l scoată din sărite. Destinul lui liniștit se schimbă însă radical atunci când întrerupe fără voia lui un jaf dintr-un magazin alimentar. Aici, niște gangsteri tocmai se pregăteau să-i vină de hac unui lider mafiot rival, când apariția lui Wayne le-a stricat planurile. Recunoscător, gangsterul scăpat cu viață (Bill Murray) îi jură prietenie veșnică lui Wayne, îl invită să petreacă împreună cu el în localuri din cele mai strălucitoare și îi oferă drept "cadou" o superbă damă de companie, pentru a-i ține de urât în nopțile friguroase. Blajinul Wayne se îndrăgostește pe loc de temperamentala Glory (Uma Thurman) și vrea să o scoată de sub influența șefului ei mafiot.

## Distribuție
- Robert De Niro ..... Wayne 'Mad Dog' Dobie
- Uma Thurman ..... Glory
- Bill Murray ..... Frank Milo
- David Caruso ..... Mike
- Mike Starr ..... Harold
- Tom Towles ..... Andrew The Beater
- Kathy Baker ..... Lee
- Doug Hara ..... șoferul
- Anthony Cannata ..... Pavletz
- J. J. Johnston ..... Shanlon
- Guy Van Swearingen ..... polițistul
- Jack Wallace ..... Tommy barmanul
- Richard Belzer ..... M. C./Comicul